# Кривошея, Сергей Анатольевич
Сергей Анатольевич Кривошея (род. 23 мая 1971, Житомир) — украинский шахматист и сёгист, гроссмейстер (2006).

## Шахматная карьера
Чемпион Украины по шахматам 1995 года.
В составе команды «АвтоЗАЗ» (г. Запорожье) участник Кубка европейских клубов 1995 года.
Участник ряда командных чемпионатов Словакии в составе клубов «Medea Martin» (1996—1997) и «Baník Prievidza» (1998—1999). Выиграл 2 командные медали — серебряную (1996) и бронзовую (1997).
Участник 9-го личного чемпионата Европы 2008 года в г. Пловдиве.
По состоянию на май 2022 года не входил в число активных украинских шахматистов и занимал 86-ю позицию в национальном рейтинг-листе.

### Изменения рейтинга
| Графики недоступны из-за технических проблем. См. информацию на Фабрикаторе и на mediawiki.org. |

## Сёги
В сёги Сергей играет с июля 2013 года. Турнирные результаты:
- 2013: Чемпион 5-го Кубка посла Японии по сёги в Москве.
- 2014: Серебряный призёр Moscow Shogi Open.
- 2014: Серебряный призёр Кубка Японского дома по сёги.
- 2014: Чемпион Кубка Посла Японии в России по сёги (Москва).
- 2015: Бронзовый призёр 2-го Кубка Японского дома в Москве
- 2016: Серебряный призёр Moscow Shogi Open.
- 2019: Чемпион II Открытого Чемпионата Украины по сёги (Житомир).
- 2020: Чемпион III Открытого чемпионата Украины по сёги.

Разряды:
- 2013: 1 дан ФЕСА.
- 2014: 2 дан
- 2015: 3 дан[2].

На 1 января 2014 года занимал 6-е место в европейском ФЕСА-листе, на 1 января 2022 года — 12-е.
С 2016 года — первый по рейтингу сёгист Украины (данные на 2022 г.).